# 郡上八幡テレビ
郡上八幡テレビ（ぐじょうはちまんテレビ）は、1962年から1968年にかけて岐阜県郡上郡八幡町（現：郡上市）に存在した任意組合「郡上八幡テレビ共同聴視施設組合」によるケーブルテレビ局。1963年より、日本の有線テレビ放送施設として初めての自主放送を行なった。略称はGHK-TV（Gujyo-Hachiiman Kyodo Jyushin Kumiai Tele Visionの略）。

## 沿革

### 組合設立まで
日本のテレビ放送は1953年に、VHF波による本放送が開始されて以後、着実に放送局の数を増やしたが、当時、親局送信所の放送区域は主に県庁所在地とその周辺が中心で、中継局の設置については区域境界での混信を抑えるため限られたことから、山間部などでは地形の都合で放送波の伝播が期待できず、各戸がアンテナを建てても放送波を受信することが困難な地域が多数存在した。そこで自治体などによる同軸ケーブル等による難視聴解消のための共同受信施設としての有線テレビ放送施設を設置する試みが行われ、1955年に群馬県伊香保温泉で第1号が設置され試験放送の後1956年に実用化された。
山深い地域に位置し難視聴地域となっていた岐阜県八幡町においては、1957年に地元のラジオ商組合が最初の共同受信施設を設置するもトラブルが絶えず、印刷業者・日本グランド社長を務め、商工会副会長や公民館長を兼任していた地元有力者の菅野一郎が中心となり新たな共同聴視組合の設置を呼びかけ、「郡上八幡テレビ共同聴視施設組合」が設立され1962年10月1日にサービスを開始した。名古屋からの電波を洞泉寺山の山頂に置かれたアンテナで受信して幹線ケーブルで市街地に送りそこから加入者に分配するシステムとし、2000万円の設備費をかけ当初は増幅器27基で中継し約900件が加入した。

### 自主放送計画
開局直後の1962年11月に菅野が中部日本新聞社の郡上八幡通信局の記者を呼び出し自前の告知放送のアイデアと中部日本新聞からのニュース供給の要望を提案し、11月29日の中部日本新聞夕刊で自主放送計画が報じられた。当時既存のテレビ放送が娯楽中心の編成をとっていたことや教養・報道番組についても山間の住民にとって疎遠に感じられていたこともあり既存のテレビと地域社会の間の溝を埋める方策としてケーブルテレビ網を用いた自前でのテレビ放送を画策し、地域の産業や文化の振興や社会教育活動の推進に活用する構想とし、1963年3月には組合総会にて予算100万円で自主放送事業の設立を決定。
放送施設は上殿町地区に設置し、洞泉寺山麓に事務所を借りて近傍の馬小屋だった建物を改装し、木造ベニヤ板張りで40平米のスタジオを設けた。放送機器については大型機材を東芝に発注しつつ、送信機はアマチュア無線を趣味としていた中部電力社員が手作りし、テレビカメラは工業用テレビカメラにモニターを取り付けて改造、照明などは菅野組合長と数名の有志が手作りし、計画に協力していた中部日本新聞記者のつてで中部日本放送から16mmフィルム映写機も提供された。また菅野は学生時代から16mmフィルムを用いた映画撮影を趣味としており地域の行事等の記録映画を制作していたことや、また地域の劇団「ともしび」で照明係を務めていた事もあり番組制作の一助となった。
開局に向け東海電波監理局に協力を要請し、監理局側からは良好な反応が得られたが、当初は1チャンネルの東海テレビ放送の再送信を停止して自主番組を1時間程度挿入する計画としたものの東海テレビ側は営業上の理由から拒絶しNHKや他の民放各局とともに認可反対の要望書を提出するといった動きに発展し、7チャンネルでの送出に変更するも監理局も既存局の反発を警戒して早期の認可を出さなかったことから、共聴組合は非認可の理由書を求める一方で罰金の支払いを覚悟の上で試験放送に踏み切ることとした。

### 自主放送開局
1963年7月13日よりテストパターンによる試験放送を開始し、17日21時15分から最初の試験番組「大正大火をしのぶ」を放送。その後8月14日に郵政省からの正式認可を受け、9月2日より本放送を開始し19時30分より第1回の自主放送「みんなで作る楽しい放送 八幡町民芸能大会」と題する町民による演芸大会が長敬寺から生放送された。9月7日には、同じく長敬寺で村田英雄・新川二郎をゲストに迎えた開局記念の歌謡ショーが行われた。
地元劇団の元メンバー15名や教師4名等による20名余りで平日各曜日毎の5グループを形成し番組制作にあたり、「テレビ放送はもっぱら見る物で自分にできるとは考えも及ばなかった」との思いから興味を持って参加していき、VTRはなく生放送を基本とし台本やリハーサルはなく事前の打ち合わせも行わず開始した番組もあり、放送時間については番組開始時間こそ決まっていたものの終了時間は自由な状況で30分予定から話が弾み午後11時まで延長されたこともあった。視聴率については選挙速報など内容によっては100%近くに達したとも言われた。
開局後は「日本一小さなテレビ局」として新聞や雑誌で報じられ、ハワイの新聞ホノルル・スター・ブレテン（en:Honolulu Star-Bulletin）やCBSといった海外からの取材も寄せられた。

### 終焉
最盛期の1964年には約2600世帯の加入があったものの、同年9月20日にVHF波による郡上八幡中継局が開局して以降、各戸が直接テレビ電波を受信できる環境が整い、施設組合は無線受信と有線放送の切り替えスイッチの整備や有線放送チャンネルを7から1へと変更する工事を行うも受信状態が悪化。チャンネル変更による対策工事に伴い12月11日まで2ヶ月間放送を休止した際には800世帯以上が退会、広告収入で運営費を賄えず町民有志のボランティアと持ち出しによる運営に依存し、菅野が多くの私財を投じる一方で町内全体に放送制作を支える機運が広がらなかった事もあり疲弊が見られ、1965年2月時点では昼の告知放送が消滅し映画のみとなり夜の自主放送は週2-3回程度となるなど番組の減少により契約者の減少が進み、4月1日には新規契約を凍結しこの時点での契約数は1570件に留まった。
10月25・26日には町内の城山相撲場で行われた第20回国民体育大会相撲競技の中継を行ったものの、これを最後に目立った自主放送は編成されず、以降は夜の告知放送や昼夜に映画を断続的に放映するのみにとどまり、1966年には組合の整理を行う方針に移行。1966年2月20日の岐阜日日新聞中濃地方欄に掲載された番組表で「今日から3月4日まで工事のため放送休止」との告知を載せて以降は番組表の掲載がなく長期の放送休止となり、1968年6月8日をもって共同受信組合は解散、制作機材は八幡中学校に払い下げられた。また解散後組合長を務めた菅野一郎は「郡上八幡文化協会」を設立し会長に就任、ケーブルテレビで可視化された町内の文化活動をまとめ上げる役割を果たした。
その後、2004年に郡上市の運営による郡上ケーブルテレビが設立されている。

## 放送内容
自主放送は定時告知放送が当初11時半・12時半・18時半の1日3回で組まれるも11時半枠は開局数日で消滅し12時半と18時半の2回が基本となり、昼は有線放送電話の職員により、官公庁や団体からの告知を実施し、夜はローカルニュース等を行い、中部日本新聞社郡上八幡通信局の記者をアナウンサーに据えた10分程度のニュースや夕刊解説を行った。その後の時間帯は定時番組として、地域問題を討論する座談会、料理や郷土史や生活問題などを紹介する「テレビ婦人教室」といった趣味講座番組、学校や人物の紹介番組など地域密着型の番組編成を展開した。またCMの提供を受け付け、これも同局で制作された。岐阜日日新聞の番組表に掲載された範囲では約7割ほどが社会教育や教養に関する番組となっていた。生番組の他アメリカ文化センターから借りたフィルムをスクリーンに投影しテレビカメラで映す形で漫画映画の放映も行われていた。
定時番組のほか八幡町を含む郡上郡周辺地域における祭礼・スポーツ大会・文化イベントといった催事の中継も展開されており、臨時番組として成人式中継や選挙開票速報、予約番組として学校の参観日やPTA会・町内会といった対象を限定した中継も行われた。選挙特番では中日新聞岐阜支局と専用電話を繋ぎ15分または30分おきに速報を伝えNHKよりも早い速報性で報じていた。
また電話を用いて視聴者からの返答を受け付ける現代の双方向番組の先駆けとなった動きも見られ、婦人教室等の講座番組やPTA・町内会の会議中継にて意見や質問、クイズ番組で解答を受け付けるといった形で展開された。会議番組等町内活動に関する放送予定は事前に回覧板などで告知され、電話クイズ番組の賞品は中日新聞と連携し新聞配達と同時に送付するといった形が取られていた。
主な番組
- テレビ婦人学級 - 月に1-2回20:00 - 21:30頃に放送。各地域の婦人学級サークルの代表をスタジオに集め時事問題・料理・郷土史・地域問題など多岐にわたるテーマで講義や実習を展開する。各地域の家に地域の婦人教室サークルのメンバーが集まって視聴する形を主とし、電話でスタジオの講師へ質問する事も可能とした。放送開始後には地域の婦人学級サークルが17から40に増えるなど婦人学級運動の活性化にも寄与した。
- テレビ労働問題相談室 - 1964年1月21日から火曜夜に放送。郡上八幡労働基準監督所が中心となり労働時間や雇用といった一般的な雇用問題から労災補償や安全衛生問題など労働に関する解説や相談を行った。途中からは職業安定所も制作に加わり1年間継続された。
- 現代っ子 - 水曜19:00から放送され8-9回実施。小学生20-30人をスタジオに招き遊びや討論の中で現代の子供の行動や考え方を探る。教師による児童心理の観点での解説や、児童養護施設合掌苑のクリスマス会からの中継も実施した。菓子店の店主が制作を担当し、出演した児童にはキャラメル等の菓子が配られた。
- 電話クイズ・私のかくし芸 - 視聴者から電話で解答を受け付けるクイズ番組、正解者にはタオルや鉛筆がプレゼントされた。
- テレビ町内会 - 1964年7月1日に八幡町上・中・下地区と愛宕町の町内会300世帯を対象に放送、スタジオに区長・役員・氏子総代など7人が出演し愛宕神社の社費の使途・縁日についてや公園清掃などの議題を展開し有線放送電話で意見や質問を受け付けた。
- 選挙特番 - 1963年10月6日の八幡町町議会議員選挙・1963年11月21日の第30回衆議院議員総選挙・1965年7月4日の第7回参議院議員通常選挙にて速報番組を編成。

## 放送チャンネル
テレビ局
- 1：東海テレビ放送
- 3：NHK総合
- 5：中部日本放送
- 7：自主放送
- 9：NHK教育
- 11：名古屋放送